# N154 (België)
De N154 is een korte gewestweg in de Belgische provincie Antwerpen en ligt volledig in Sint-Lenaarts, een deelgemeente van Brecht. De weg verbindt de N153 met de N133 in Klein-Veerle. De totale lengte van de N154 bedraagt ongeveer 800 meter.